# Callistemon pallidus
Callistemon pallidus là một loài thực vật có hoa trong Họ Đào kim nương. Loài này được (Bonpl.) DC. mô tả khoa học đầu tiên năm 1828.

## Hình ảnh

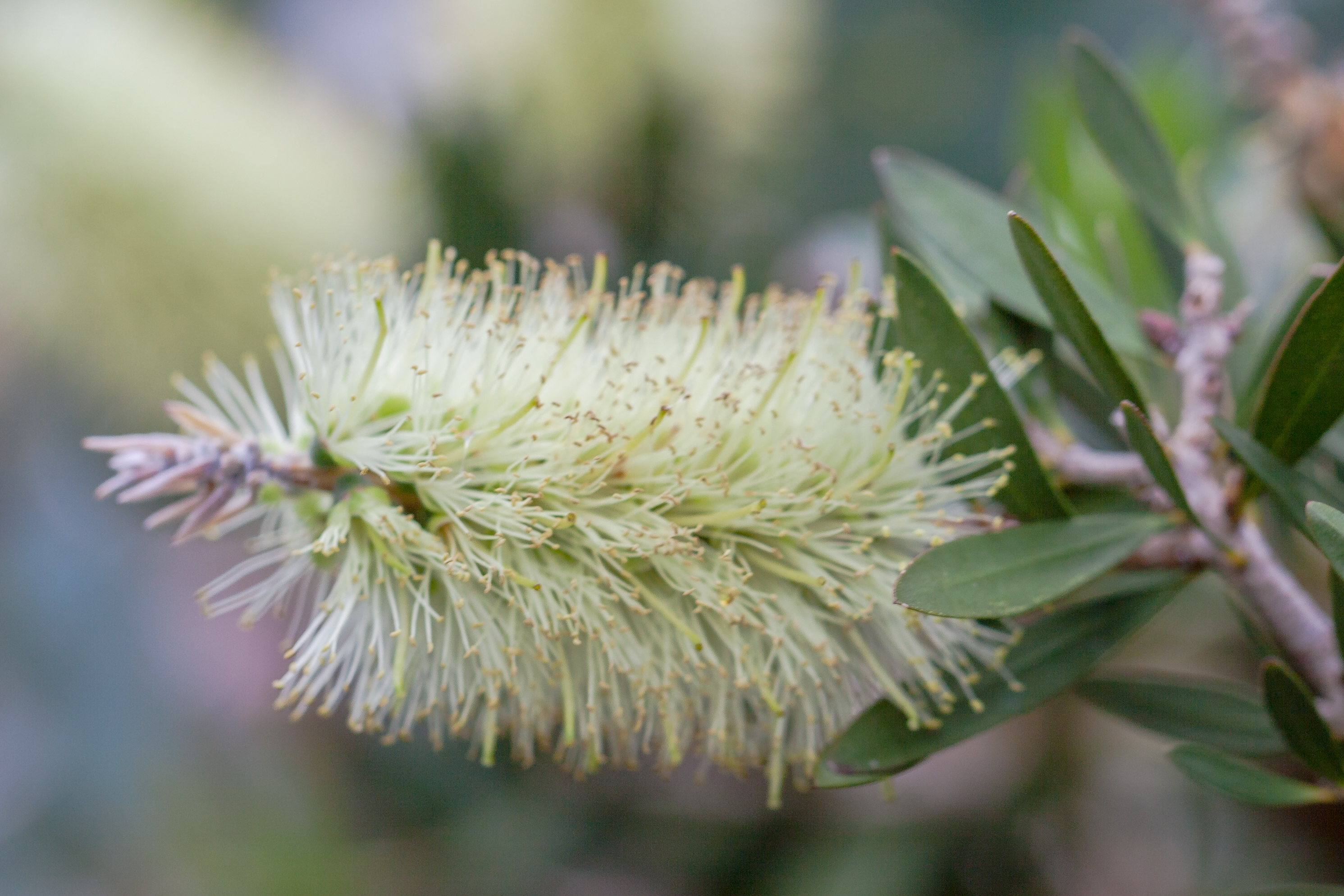
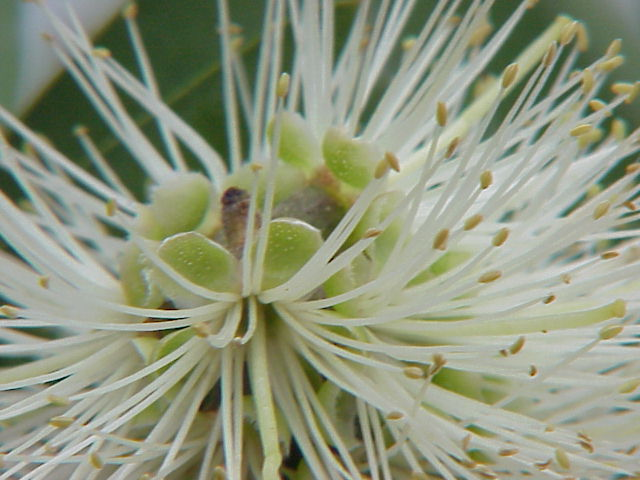
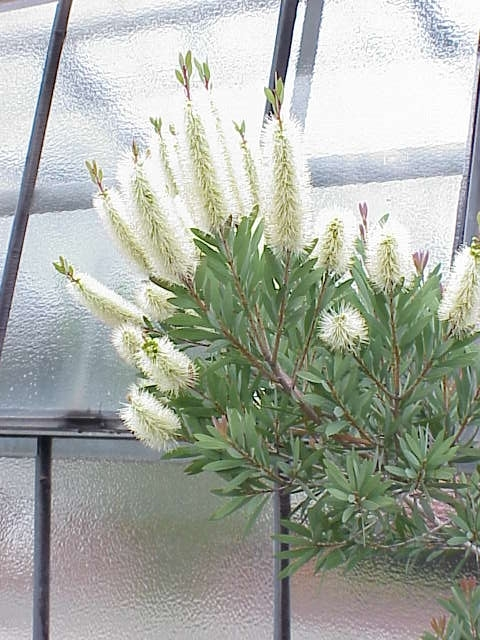
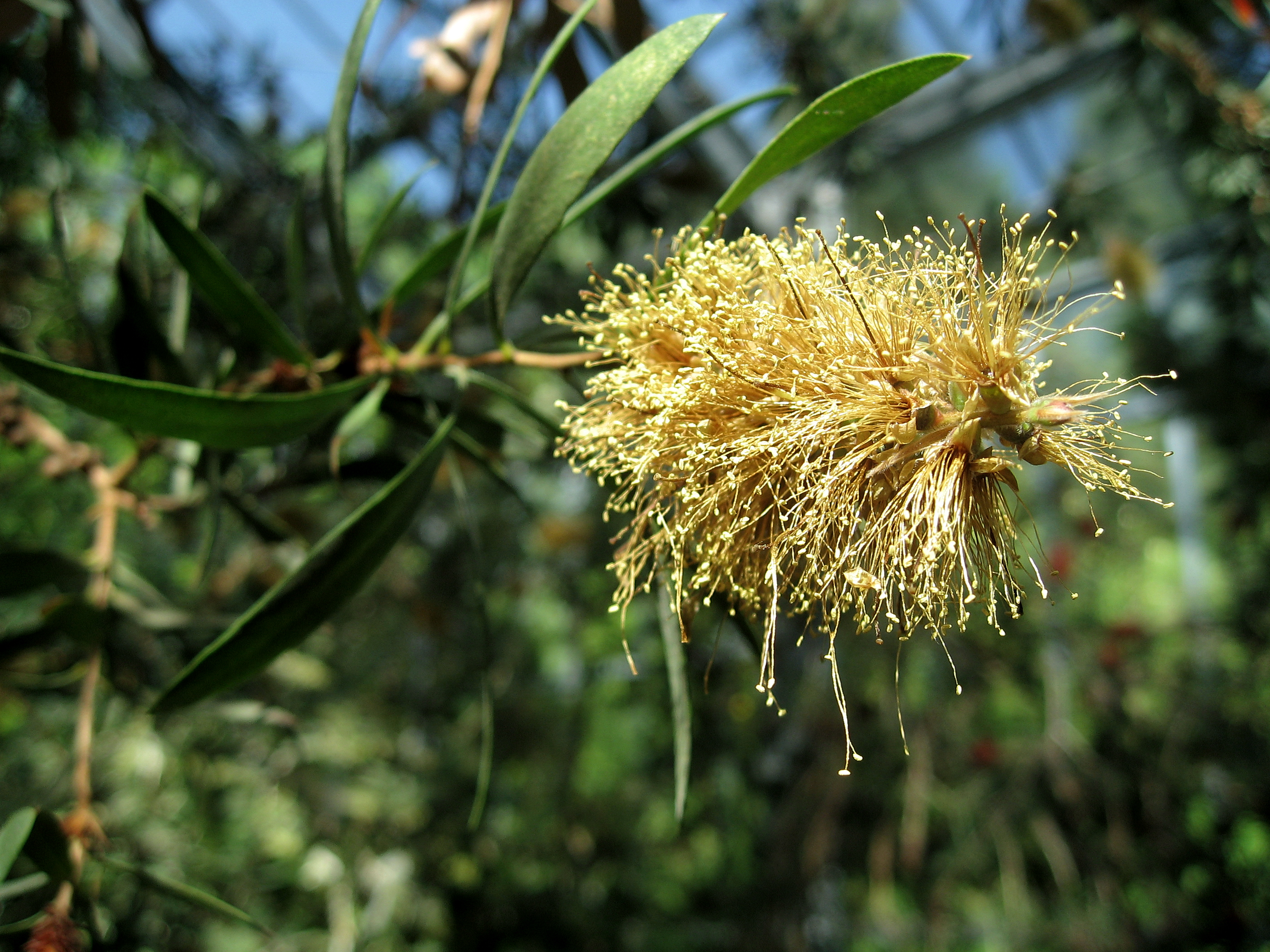